# Táif
Táif (arabsky اَلطَّائِفُ‎‎, aṭ-Ṭāʾif) je město v Mekkánské provincii v Saúdské Arábii. Leží na úbočí pohoří Hidžáz v nadmořské výšce 1879 m. V roce 2022 v něm žilo 563 282 obyvatel a řadí se k nejlidnatějším městům království.
Město bylo založeno příslušníky kmene Banú Thaqíf a dodnes je obýváno jejich potomky. Součástí království Saúdů je od jejich podmanění Hidžázu v roce 1925. 
Táif je zemědělským centrem, protože jeho okolí díky mírnému klimatu, a to i během drsného arabského léta, vyniká v rámci celé země svojí zemědělskou výrobou. Pěstují se zde především hrozny, granátová jablka, fíky, růže a vyrábí med.
V Táifu sídlí správa místního guvernorátu, který se skládá z 15 menších obcí. Správu samotného města provádí pět obcí, pojmenovaných Severní Táif, Západní Táif, Východní Táif, Jižní Táif a Nový Táif. U Táifu je mezinárodní letiště, s jehož rozšířením se počítá do roku 2030.

## Název
Stejně jako mnoho měst v hidžázské oblasti mělo město starší název: Wadždž (وَجّ‎‎). Tak se také nazývalo významné údolí v arabské a islámské historii.
Etymologie současného názvu města, Taʾif (اَلطَّائِفُ‎), pochází z arabského kořene ط و ف‎ , což se dá přeložit jako „tulák“, nebo „obchazeč“; z nichž poslední je základem slova ṭawāf‎ (طَوَاف‎), což se doslovně překládá jako „oběh“ nebo „obcházení“ a používá se v souvislosti s obcházením Ka'by. Táif dostal své jméno kvůli zdi, kterou okolo města postavil kmen Banú Thaqíf.

## Dějiny

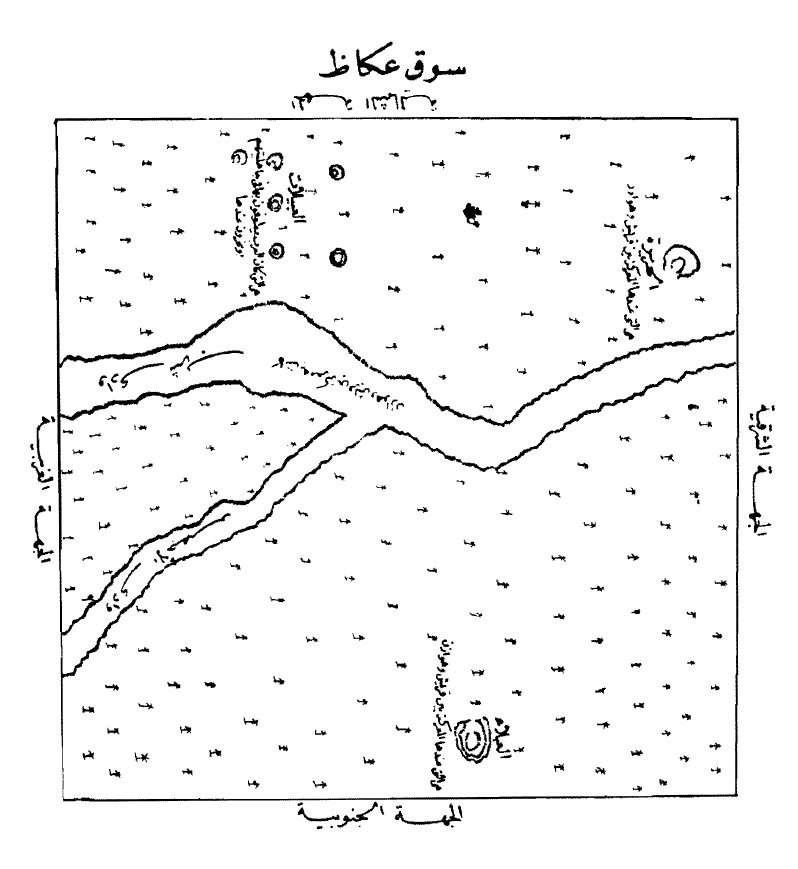
Mapa historického súku Ukáz z knihy Sahih al-Achbar

### Nejstarší období
V 6. století našeho letopočtu bylo město Táif ovládáno kmenem Thaqíf, který dodnes žije ve městě a jeho okolí. Snad se zde usídlily židovské kmeny, které byly vysídleny po porážce Himjárského království etiopskými křesťany. Opevněné město bylo náboženským centrem, protože v něm sídlil idol bohyně Lát, která byla tehdy známá jako „dáma z Táifu“. Klimatem se město odlišovalo od svých suchých a neplodných sousedů blíže k Rudému moři. V okolí Táifu se pěstovala pšenice, vinná réva a ovocné sady a město si tím vysloužilo titul „zahrada Hidžázu“. Táif i Mekka byly poutními středisky a jejich obyvatelé měli úzké obchodní vztahy. Ovšem poloha města je příjemnější než Mekky, a tak se jeho obyvatelé kromě obchodu živili také zemědělstvím a pěstováním ovoce.

Na počátku 7. století islámský prorok Mohamed, který se narodil v Mekce, kázal islám obyvatelům Mekky a Hidžázu a narazil na odpor mnoha tamních lidí. Někdy počátkem 7. století Mohamed město navštívil a údajně je nepřímo zmíněno v koránu (43:31). 
A řekli dále: „Pročpak nebyl seslán tento Korán nějakému muži významnému z obou těchto měst?“
 V roce 630 blízko města proběhla bitva u Hunajnu. Krátce poté byl Táif neúspěšně obléhán pomocí katapultů, ale útoky odrazil. Po bitvě u Tabuku v roce 631 zůstal Táif zcela izolován, a proto zástupci kmene Thaqíf dorazili do Mekky, aby vyjednali konverzi města k islámu, v jehož důsledku byl zničen idol Lāt spolu se všemi ostatními známkami pohanské minulosti města. Jako součást Hidžázu město poté prošlo mnoha mocenskými změnami, ale většina z nich se odehrála v rámci konfliktů mezi Mekkou a Medínou, ale na rozdíl od těchto dvou svatých měst význam Táifu postupně upadal.

### Osmanská nadvláda

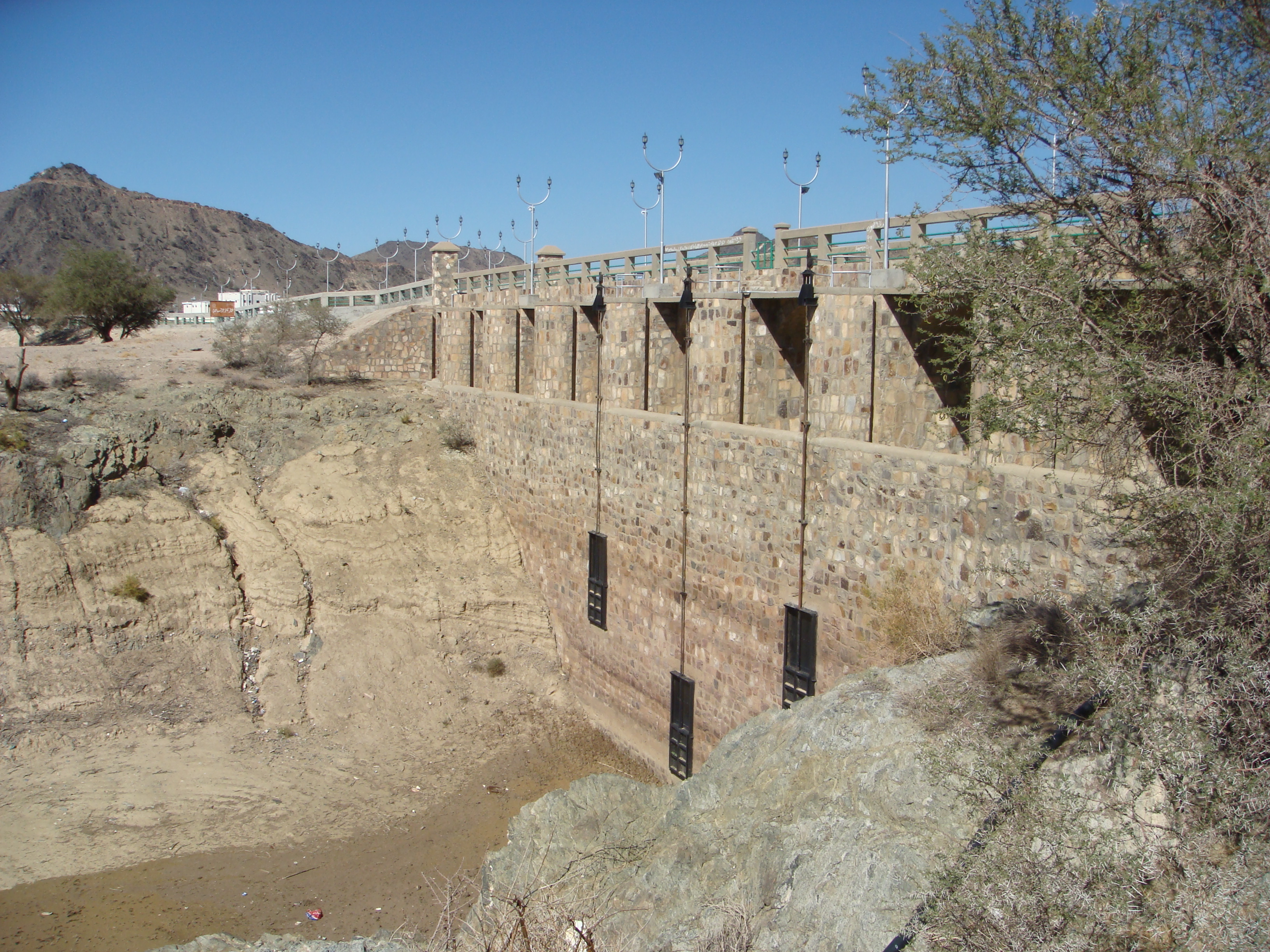
Starobylá přehrada v Táifu

17. července 1517 se šaríf z Mekky vzdal osmanskému sultánovi Selimovi I. Na znamení kapitulace mu odevzdal klíče od islámských měst Mekky a Mediny. Také Táif přešel pod osmanskou kontrolu a město zůstalo osmanské po další tři století, až do roku 1802, kdy bylo znovu dobyto rebely spojenými s rodem Saúdů. Tyto síly pak táhly dobýt Mekku a Medinu. Ztráta města byla pro Osmanskou říše velmi citlivá, protože se považovala za ochránce svatých měst. Osmanský sultán Mahmud II. povolal egyptského válího, Muhammada Alího a ten zaútočil na Hidžáz a roku 1813 získal Táif zpět.
V roce 1813 švýcarský cestovatel a orientalista Johann Ludwig Burckhardt navštívil Táif a zanechal očité svědectví o městě těsně po jeho znovudobytí Muhammadem Alím a během jeho pobytu ve městě s ním uskutečnil několik rozhovorů. Burckhardt uvádí, že zeď a příkop kolem města postavil Utmán el-Midhajfí. Na městských hradbách byly tři brány a několik věží, které však neměly velkou tloušťku, na některých místech jen 45 cm. Podle Burckhardta hrad postavil mekkánský šarif Ghálib ibn Musáid. Všiml si zničení města způsobeného dobytím v roce 1802. V oné době byla většina budov stále v troskách a hrobka Abdulláha ibn Abbáse – bratrance Mohameda a předka Abbásovců – byla vážně poškozena. Také zaznamenal, že obyvatelstvo města tvořili ještě většinou Thaqífové. Pokud jde o obchod, město bylo překladištěm kávy.
Hrad a kasárna byly opraveny Osmany v roce 1843, správní budova (hükûmet konağı) byla postavena v roce 1869, později byla zřízena pošta.

### Arabské povstání

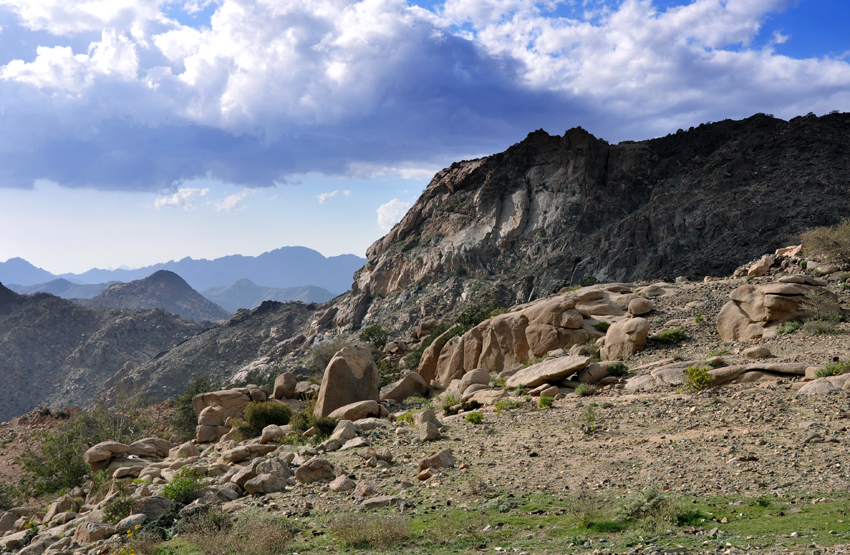
Krajina jižně od Táifu

Před arabským povstáním byl velitelem osmanských sil v Táifu jmenován Ahmed bej. Velel 3 000 vojákům a měl ve výzbroji 10 kusů horských děl.  Ve městě byl také přítomen guvernér Hidžázu Ghálib paša. V roce 1916 zahájili Hášimovci v červnu v Mekce vzpouru proti Osmanské říši. Toto město padlo a v červenci pak Abdalláh, nejstarší syn hášimovského vůdce a mekkánského šarifa, Husajna ibn Alího, přitáhl k Táifu se sedmdesáti muži. Zatímco jeho aktivity v oblasti vzbuzovaly podezření Ahmeda beje, Ghálib paša nebyl tak malou silou znepokojen. Abdulláh tajně vybudoval svou armádu na 5 000 mužů. Poté přerušil telegrafní linky k městu a zahájil ofenzívu. Všechny hášimovské útoky na město byly odraženy horskými děly a obě strany se ustrnuly v nelehkém obležení. Nicméně hášimovské zbraně byly postupně přemístěny ke městu a to pak ještě chvíli vzdorovalo do definitivní kapitulace 22. září. Město se tak později stalo součástí samozvaného hášimovského Hidžázského království.

### Dobytí Saúdy a moderní historie
Táif nezůstal v hášimovských rukou příliš dlouho. Napětí mezi králem Hidžázu Husajnem ibn Alím a Abdulazízem al-Saúdem, emírem Nadždu a Hasy, brzy přerostlo v násilí. Ačkoli nepřátelství utichlo v roce 1919, v září 1924 připravovala milice Ichwán útok na město; veleli jí Sultán bin Badžad a Chálid bin Luwaj a sponzorovali ji Saúdové. Město měl bránit králův syn Alí, ale ten v panice se svými jednotkami uprchl. Následně příslušníci Ichwánu pobili 300 Alího mužů, což je známo jako táifský masakr. V roce 1926 byl Abdulazíz al-Saúd oficiálně uznán novým králem Hidžázu. Táif zůstal jeho součástí do té doby, co Abdulazíz v roce 1932 sjednotil svá dvě království do Království Saúdské Arábie. V roce 1934 zde byla podepsána smlouva, která stanovila hranici mezi Jemenem a královstvím. Sám král měl později zemřít ve městě 9. listopadu 1953, stejně jako král Chálid 13. června 1982.
Když ho Saúdové ovládli, byl Táif jen o málo víc než středověké město. Později se však pustili do projektu modernizace města. První veřejný generátor elektrické energie v Saúdské Arábii byl zřízen v právě zde koncem 40. let 20. století. K izolovanému městu nechal tehdejší král Fajsal vybudovat 87 km dlouhou silnici z Mekky a v roce 1965 byla slavnostně zprovozněna. V roce 1974 byla silnice prodloužena v délce přibližně 650 kilometrů ve směru Táif – Abhá – Džizán a nyní slouží jako součást dálnice 15. Za války v Perském zálivu v roce 1991 byl Táif tak komunikačně vybaveným městem, že byl vybrán jako středisko televizní a rozhlasové sítě Rendon Group, která byla používána pro komunikaci s Kuvajtem během irácké okupace.

## Zeměpis

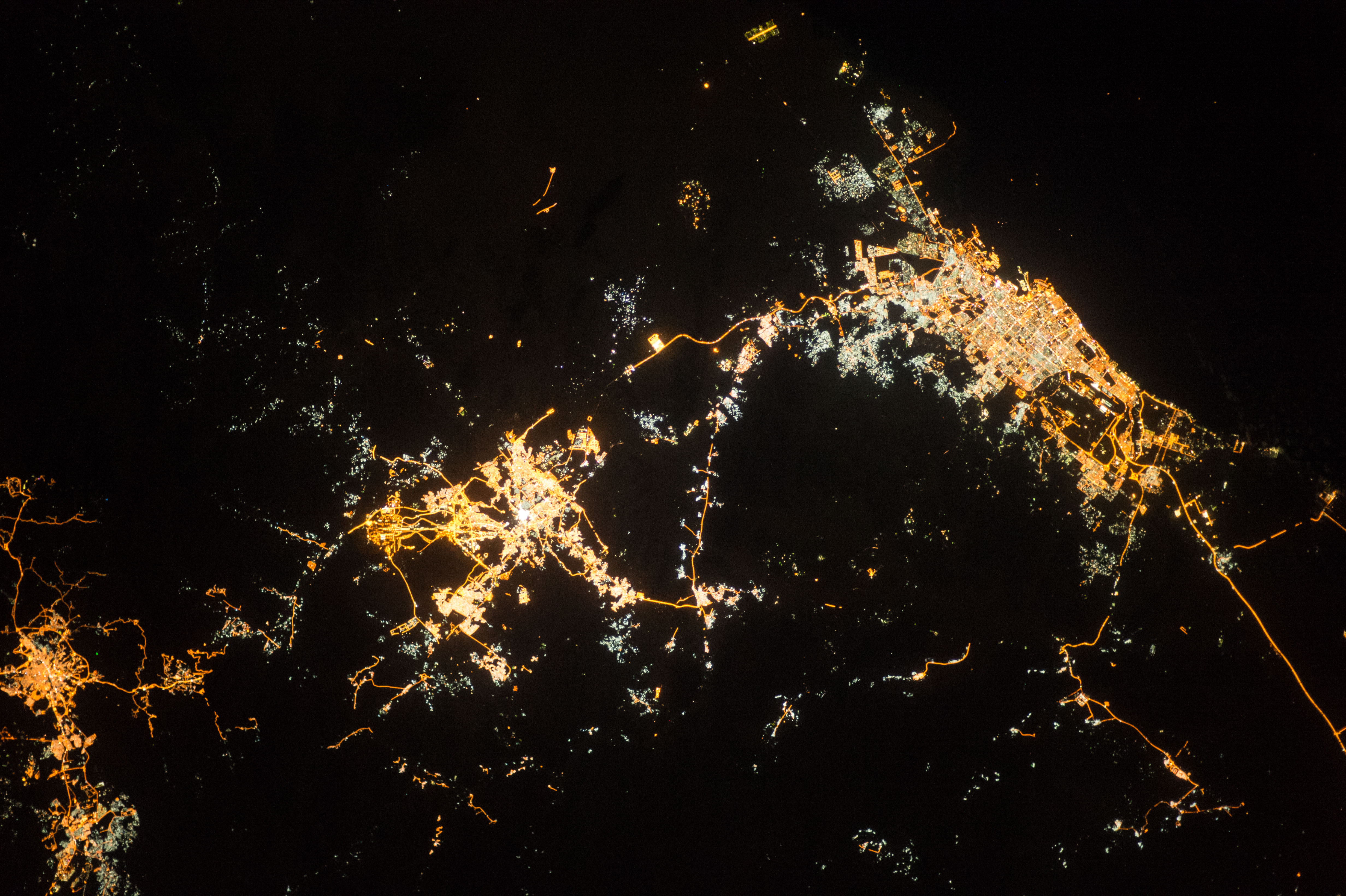
Zleva doprava: Ta'if, Mekka a Džidda, noční pohled z ISS

### Poloha
Celý guvernorát Táif se nachází na vyvýšeném údolí na západě a jihu obklopeném pohořím Hidžáz (součást pohoří Saravát). Město se nachází ve výšce 1879 m nad mořem. Pro srovnání, okolní hory, které oddělují Táif od okolních vesnic, jako je Al-Hada a Aš-Šafa, dosahují výšky 2000 – 3000 m. Je známo, že u Táifu bylo dříve mnoho vádí s tekoucí vodou, což naznačuje přítomnost přehrad podél mnoha z nich. Nejvyšší bod Táifu Džebel Daka je dokonce pátým nejvyšším vrcholem Saúdské Arábie.

### Podnebí
V Táifu je v létě mnohem chladněji než v jiných částech Saúdské Arábie, zejména v Rijádu. Na rozdíl od většiny Arabského poloostrova zde v létě nastává mírné počasí, a proto bývá město nazýváno neoficiálním letním hlavním městem Saúdské Arábie. Vládne zde horké pouštní klima (BWh dle Köppenovy klasifikace podnebí) s horkými léty a mírnými zimami. Srážek je málo, ale prší během každého měsíce, přičemž na jaře a v pozdním podzimu více než v jiných měsících.
| Táif – podnebí                                                           | Táif – podnebí | Táif – podnebí | Táif – podnebí | Táif – podnebí | Táif – podnebí | Táif – podnebí | Táif – podnebí | Táif – podnebí | Táif – podnebí | Táif – podnebí | Táif – podnebí | Táif – podnebí | Táif – podnebí |
| Období                                                                   | leden          | únor           | březen         | duben          | květen         | červen         | červenec       | srpen          | září           | říjen          | listopad       | prosinec       | rok            |
| ------------------------------------------------------------------------ | -------------- | -------------- | -------------- | -------------- | -------------- | -------------- | -------------- | -------------- | -------------- | -------------- | -------------- | -------------- | -------------- |
| Nejvyšší teplota [°C]                                                    | 32,0           | 33,0           | 34,0           | 35,2           | 39,0           | 40,2           | 41,0           | 40,0           | 40,0           | 36,0           | 32,5           | 30,0           | 41,0           |
| Průměrné denní maximum [°C]                                              | 23,1           | 25,3           | 27,7           | 30,6           | 33,9           | 36,3           | 35,6           | 36,0           | 35,2           | 31,1           | 26,8           | 24,2           | 30,5           |
| Průměrná teplota [°C]                                                    | 15,8           | 17,7           | 20,2           | 23,2           | 26,5           | 29,6           | 29,3           | 29,5           | 28,2           | 23,7           | 19,6           | 16,9           | 23,3           |
| Průměrné denní minimum [°C]                                              | 8,7            | 10,3           | 12,8           | 16,0           | 19,3           | 22,8           | 23,6           | 23,8           | 21,0           | 16,0           | 12,5           | 9,8            | 16,4           |
| Nejnižší teplota [°C]                                                    | −1,5           | 0,0            | 0,5            | 4,0            | 5,6            | 13,9           | 13,3           | 13,3           | 11,4           | 8,0            | 5,0            | −1,0           | −1,5           |
| Průměrné srážky [mm]                                                     | 9,7            | 1,1            | 12,4           | 34,1           | 34,8           | 3,8            | 2,4            | 17,2           | 9,1            | 16,1           | 23,1           | 5,0            | 168,8          |
| Dní se srážkami                                                          | 1,2            | 0,3            | 1,3            | 3,7            | 3,9            | 0,5            | 0,6            | 1,9            | 0,9            | 2,1            | 2,5            | 1,0            | 20,0           |
| Relativní vlhkost [%]                                                    | 61             | 54             | 47             | 47             | 38             | 25             | 27             | 31             | 33             | 42             | 56             | 61             | 44             |
| Zdroj: Jeddah Regional Climate Center, World Meteorological Organization |                |                |                |                |                |                |                |                |                |                |                |                |                |

### Přírodní památky

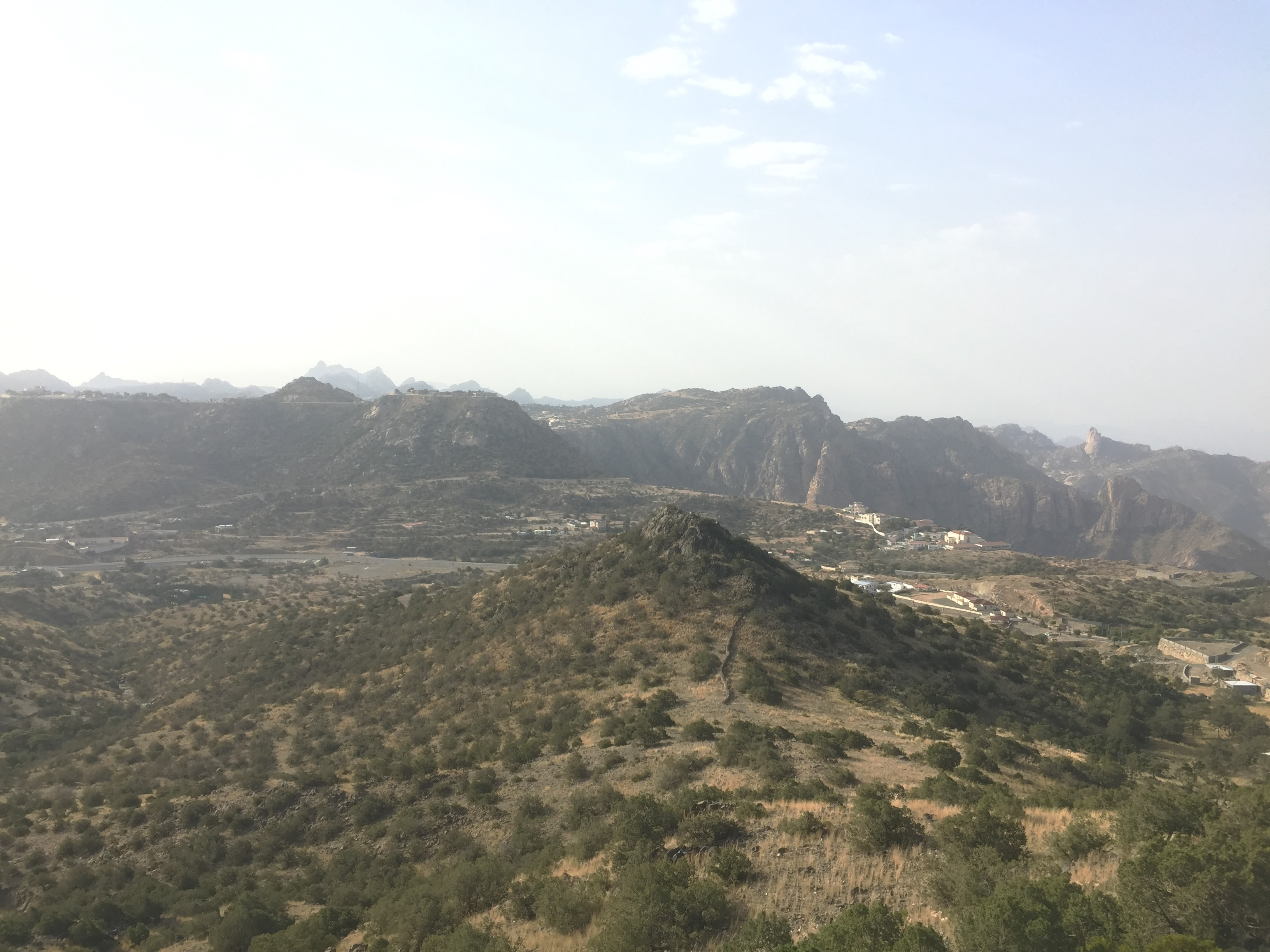
Džebel Dakka poblíž Ash-Shafa

V Jižním Táifu je velký přírodní park Al-Rudaf, kde stromy rostou uprostřed zvětralých žulových skal. Jeho součástí je i malá zoologická zahrada. Kromě ní se zde nachází velké jezero s fontánami a vodními děly.  V Novém Táifu se nachází národní park Saijsad a poblíž Al-Hada je v nadmořské výšce 2100 m velká přírodní rezervace Nuqbat al-Hamra'.

## Ekonomika a rozvoj

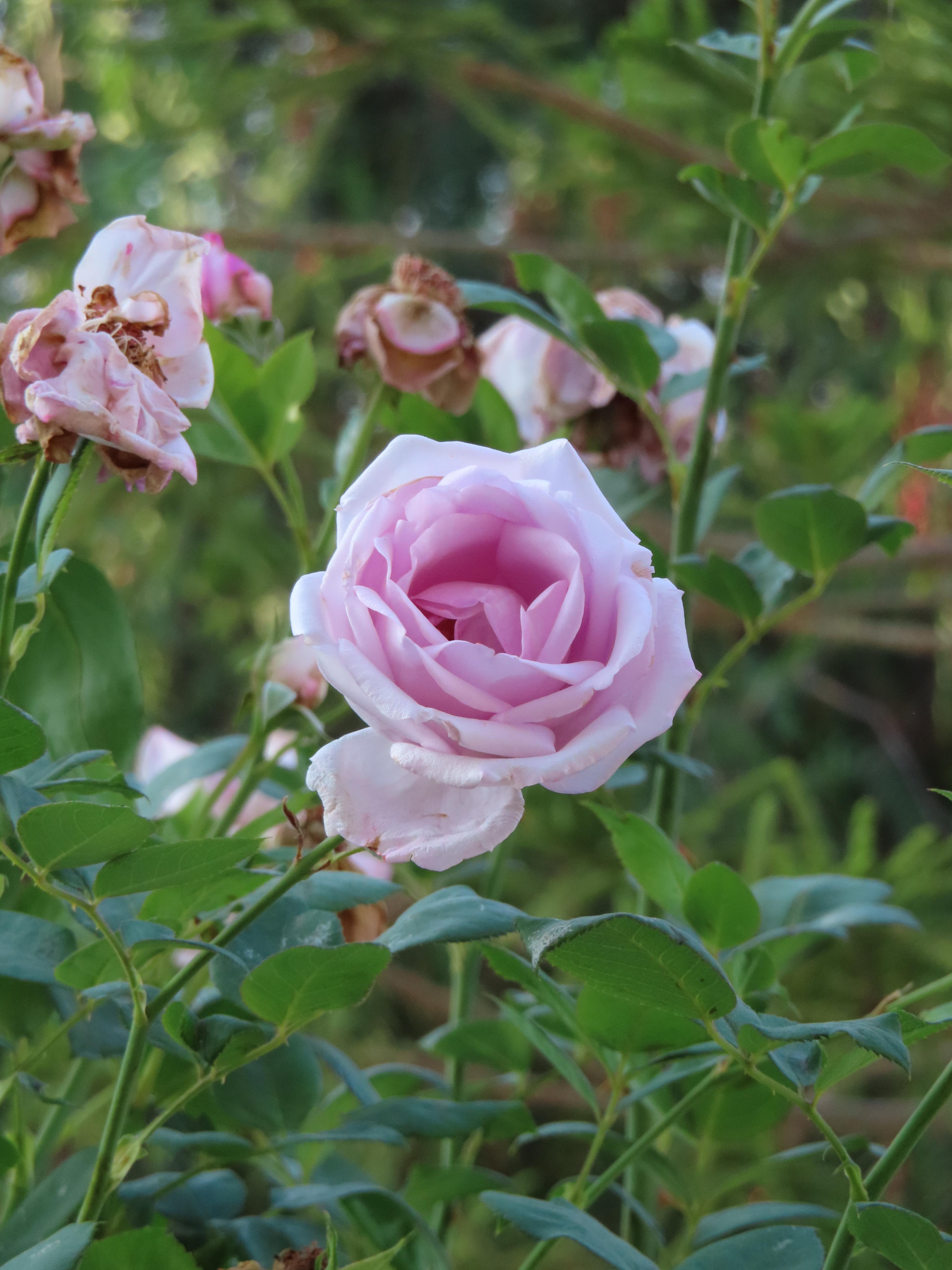
Damašská růže (R. damascena trigintipetala) kvetoucí v Táifu

Historicky táifská ekonomika závisela na zemědělství a kultivaci růží, se kterými se obchodovalo v celé Střední Asii a Transoxanii, a město bývalo v okolí známo jako „město růží“ (مَدِيْنَة ٱلْوُرُوْد‎). Dodnes hrají růžové plantáže s rostoucími voňavými růžovými květy významnou roli ve zdejší ekonomice. Pěstuje se zde damašská růže s 30 okvětními lístky (Rosa damascena trigintipetala), jejíž vůně je popisována jako robustní, kořeněná a závratně plná. Její okvětní lístky se destilují do drahého růžového oleje, který byl na Středním východě tradičně používán jako parfém zvaný attar, obvykle jako mužská vůně, a díky svému původu získal jméno „táifská růže“. V současnosti se olej používá při výrobě luxusních parfémů různých značek včetně Ormonde Jayne, Chanel, Guerlain a Hermès.
Hospodářství Táifu je stále většinou závislé na zemědělství a parfémech, ale dochází k postupné diverzifikaci, aby bylo možné bojovat s těžkou závislostí města na těchto dvou odvětvích. Narůstá význam turistiky a město je mezi turisty značně populární díky okolním horským střediskům a je považováno za nejlepší letní destinaci. S nedalekým letoviskem Al-Hada je spojeno ikonickou dálnicí 15. Oblíbeným cílem je vesnice Aš-Šafá ležící vysoko v horách v nadmořské výšce 2200 až 2500 m. Je bohatá na zemědělské produkty, protože se zde nacházejí táifské ovocné zahrady. K dispozici je i projížďka na velbloudu a hora Džabal Dakka je odtud na dohled.

### Plány
1. října 2017 saúdskoarabský král Salmán slavnostně zahájil projekt „Nový Táif“ v hodnotě 3,9 miliardy dolarů, jehož cílem je zřízení nového mezinárodního letiště ve městě, nazvaného Mezinárodní letiště Táif, renovace a modernizace historického súku Ukáz, zřízení Technické oázy, jejíž součástí by měl být výrobní a montážní závod letadel Antonov a průmyslové letiště s 3,5 km dlouhou dráhou, solární farma o rozloze 25 000 m² s předpokládanou kapacitou 30 MW, obytné předměstí o rozsahu 10 000 bytových jednotek, průmyslová oblast o rozloze 11 km² s komplexem těžkého, středního a lehkého průmyslu spolu a centrem odborného vzdělávání a univerzitní město o rozloze 16 km² u národního parku Saijsad.

### Doprava

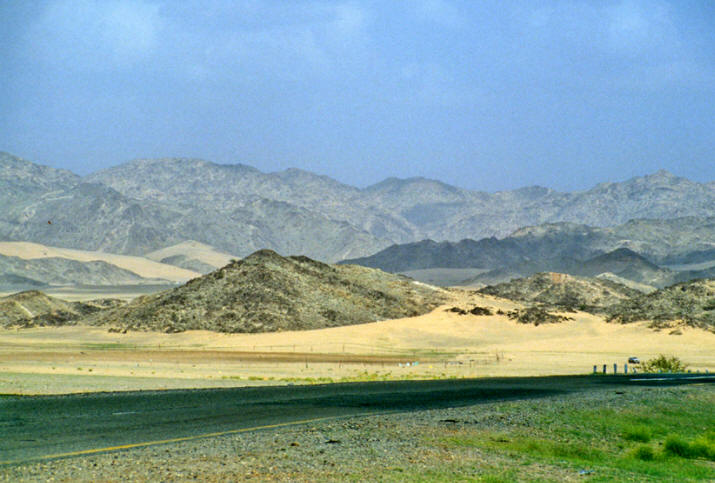
Cesta do Táifu v popředí, pohoří Hidžáz v pozadí

Vzhledem k poloze Táifu v horách se většina hlavních dálnic buď město míjí, nebo se regionu úplně vyhýbá. Jediná hlavní dálnice v saúdskoarabské síti, která prochází přes Táif, je dálnice 15 vedoucí z Mekky na západ a kolem hor přes obec Al-Hada, procházející centrem Táifu a pokračující do Abhy a měst Baha, Baldžuraši a Chamís Mušaj. Dálnicemi 267 a 287 je Táif připojen k dálnici 40. dálnice 267 tvoří západní část obchvatu Táifu, ale pak pokračuje na jih směrem k městu aš-Šafa, delší trasou obchází Mekku pomocí a umožňuje napojení na dálnice 40, 290, 301 a 304.
Táif má mezinárodní letiště, jehož účelem je především odlehčit mezinárodnímu letišti krále Abdulazíze v Džiddě při přepravě poutníků na Hadždž a Umru. Původně bylo otevření naplánováno na rok 2020, ale kvůli pandemii covidu-19 bylo odloženo. 

## Školství a kultura

### Školství
V roce 2004 byla založena Táifská univerzita, která nabízí jak vysokoškolské, tak postgraduální programy na čtyřech vysokých školách a 16 fakultách. Má čtyři kampusy rozmístěné po zdejším guvernorátu, s hlavním kampusem v al-Hawíje.
V roce 2014 otevřela kanadská Niagara College kampus v Táifu s programy v oblasti cestovního ruchu, pohostinství a podnikání. Toto úsilí je součástí programu Colleges of Excellence. Vysoká škola čelila kritice za to, že je otevřená pouze mužům, včetně kanadské asociace univerzitních učitelů. Od roku 2023 není jasné, zda je kampus v Taif stále aktivní, dokonce i hlavní webové stránky Niagara College KSA poskytují rozporuplné informace.

### Umění
Súk Ukáz, jeden z nejznámějších předislámských trhů, byl nejen tržištěm, ale v mnoha ohledech i historickou scénou, kde probíhaly společensko-politické a obchodní výměny mezi kmeny předislámské Arábie. Lidé z celého poloostrova přicházeli navštívit idol bohyně Lát. To prokazuje, že Táif je historickým centrem obchodu a umění na Arabském poloostrově již dlouho. O roku 2007 se zde koná obnovený historický súk Ukáz. Divadla v této oblasti zahrnují Divadlo súku Ukáz a nedávno otevřené Divadlo krále Abdulláha.
V rámci iniciativy Saudská sezóna se první konala 1. srpna 2019. Akce se zúčastnili umělci ze sedmi zemí a dohlíželo se na širokou škálu aktivit. Během sezóny se konaly tři hlavní události, včetně festivalu súk Ukáz a velbloudího závodu. V rámci akce se ve městě konal festival růží a také řada koncertů a divadelních her.

### Sport
Stejně jako většina Saúdské Arábie je v Táifu nejoblíbenějším fotbal. Na zdejším Stadiónu krále Fahda (stadión al-Hawíja) hraje sportovní klub Wedž, který reprezentuje město v Saúdskoarabské fotbalové federaci. Lidé, kteří působili v cizině, přinesli s sebou do města několik dalších sportů jako kriket, badminton a volejbal.

### Mešity
Ve městě je řada historických mešit. Jedna z nich připomíná Abdalláha ibn Abbáse, Mohamedova synovce a následovníka. Je zde též mešita pojmenovaná po Addasovi, iráckém křesťanovi, který po setkání s Mohamedem přijal islám.

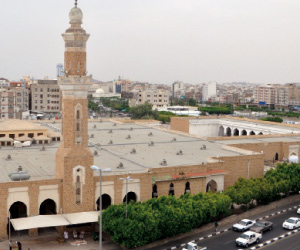
Mešita Abdulláha ibn Abbáse
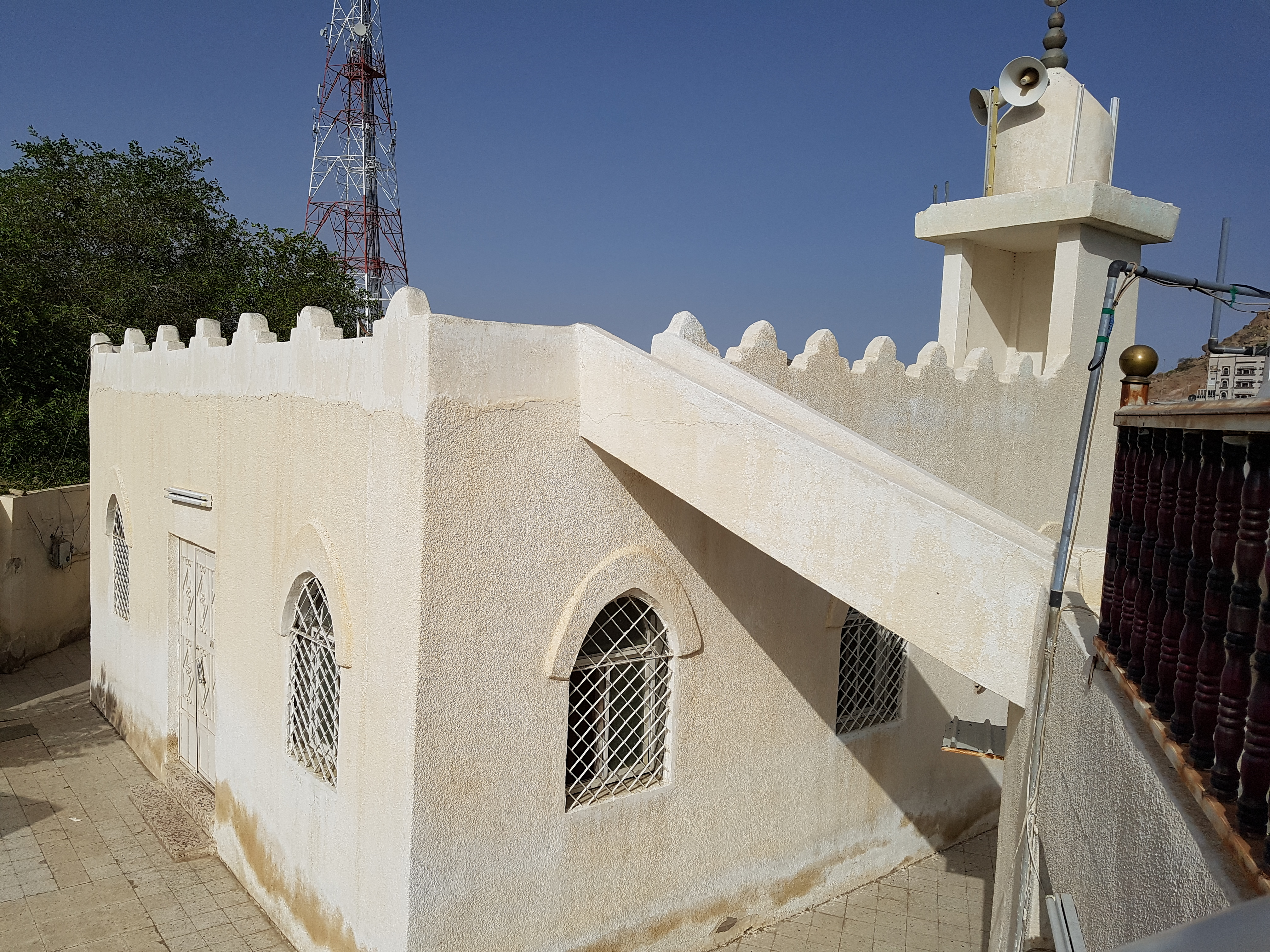
Addasova mešita, Mohamedova společníka
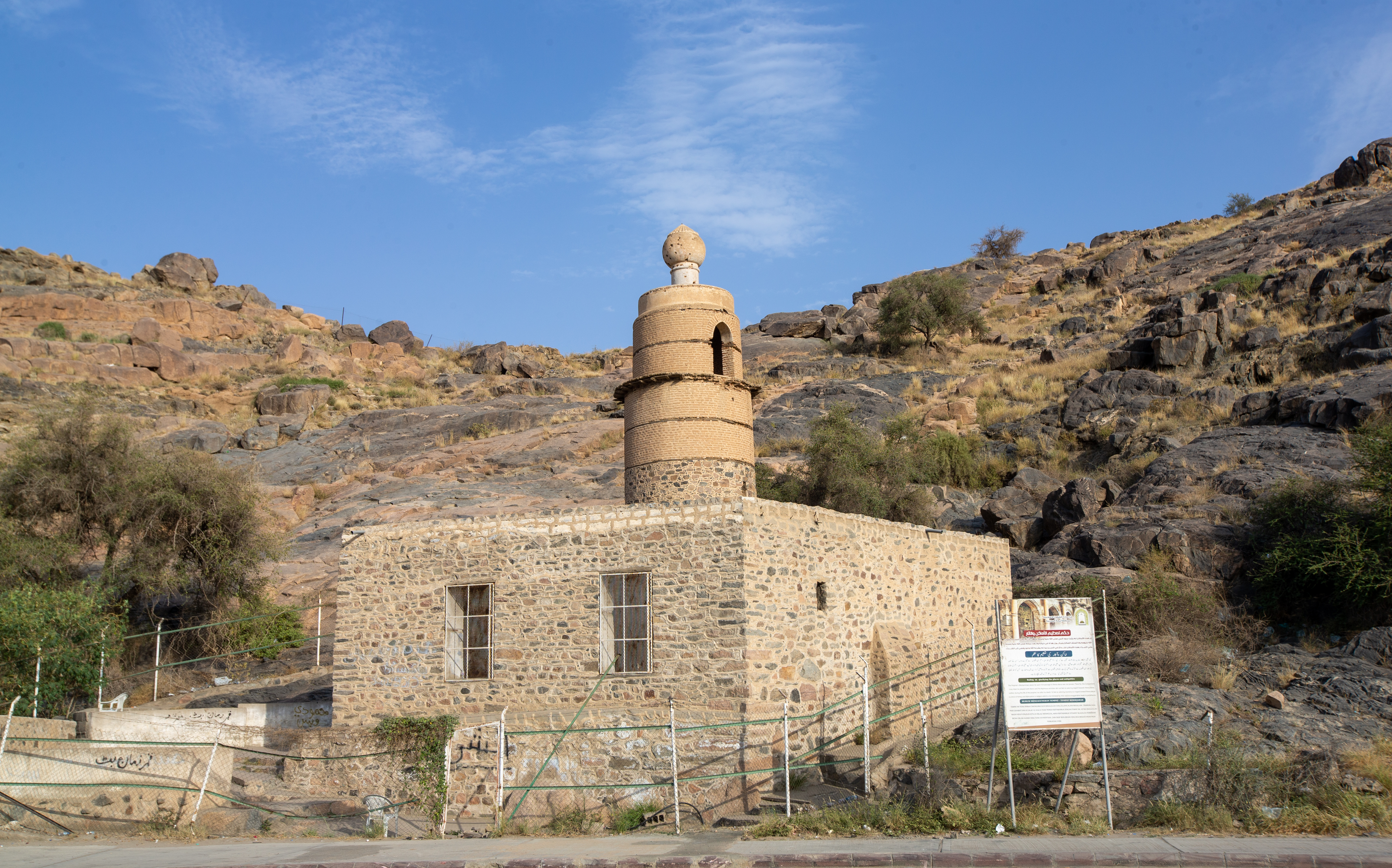
Mešita al-Qantara
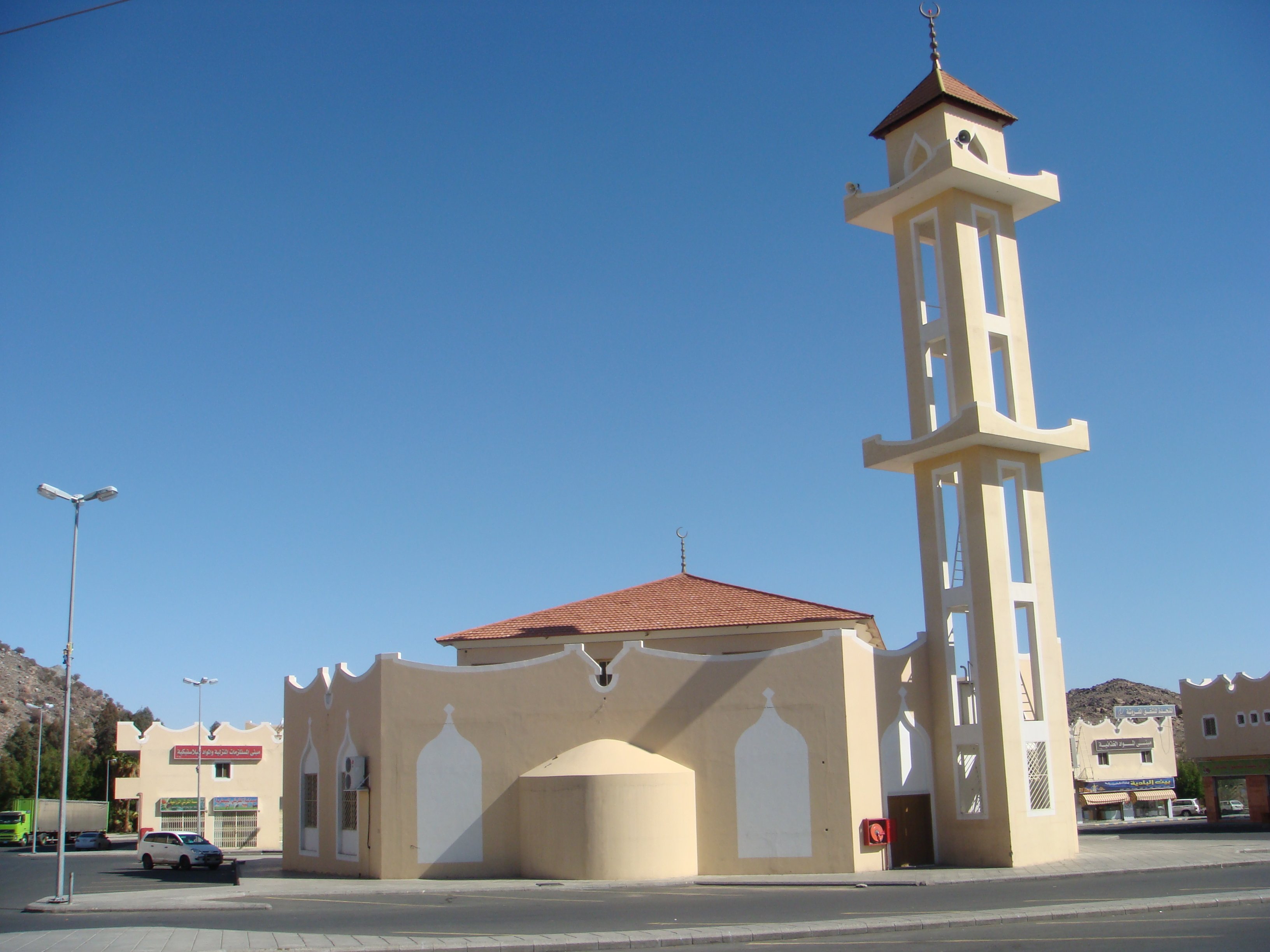

### Muzea a historické památky
Súk Ukáz se nachází 40 km severně od Táifu a jde o největší a nejznámější z předislámských súků. Súk byl dějištěm každoročních společenských, politických a obchodních setkání. Bylo to také místo soutěžního přednesu poezie a prózy. Zachovaly se budovy včetně výrazných obrysů zdí z čedičového kamene. Wadi Mitna je vádí, o němž se předpokládá, že je místem, kde Mohamed hledal útočiště před kmeny Hawázin a Thaqíf v roce 619 poté, co byl kmeny kamenován. Později mu jeho společníci poskytli útočiště v malém domě, který je nyní přeměněn na mešitu. Palác Šubra je místním táifským muzeem a sídlí v budově postavené kolem roku 1900, která sloužila jako ubytování Ibn Saúda ve 30. letech a byla také používána pro předsednictvo rady ministrů Saúdské Arábie za vlády krále Fajsala. Poblíž súku Ukáz se nacházejí pozůstatky osmanské pevnosti, u níž bylo svedeno mnoho bitev a lze nalézt mnoho prominentních hrobů. Legenda praví, že zde bojoval i Lawrence z Arábie. Pevnost Bedaiwi se nachází v jižní části východního Táifu.

## Pozoruhodní lidé

### Kmeny
Ve městě a jeho okolí stále žije historicky známý kmen Thaqíf. Další adnanitský kmen, který stále žije v Táifu, je Utajba. V okolí města žije jeden z qahtanských kmenů Banú al-Hárith, který si nárokuje velmi velkou oblast mezi městy Táif a Kunfuda. Thu al-Isba al-Adwání byl arabský básník a moudrý muž z kmene Banú Adwan, který historicky žil na sever od Ta'if. Navíc Banú Thabit jsou lidé pocházející z Thabit a kmen je původně součástí klanu Hawazin.

### Narození
- 'Abd-ya-Layl ibn 'Amr ― předislámský náčelník kmene Thaqíf
- Al-Hadždžadž ibn Jusúf (661 – 714) ―  správce Iráku za umajjovské éry vojevůdce
- Al-Hurr ibn Abd al-Rahmán ― čtvrtý vládce Al-Andalus během vlády Umajjovců
- Fajsal I. (1885 – 1933) — král Sýrie a Iráku ve 20. století
- Hádí Ṣúán aṣ-Ṣumajlí (1976) — první saúdský olympijský medailista
- Hani Hanjour (1972 – 2001) — pilot únosce z 11. září, který havaroval let 77 společnosti American Airlines do Pentagonu
- Mohammed Alzír — podnikatel
- Muhammad ibn Kásim (695 – 715) — umajjovský vojevůdce, který dobyl oblasti Sindh a Paňdžáb u řeky Indus[57]
- Mutlaq Hamid al-Otajbí (1937 – 1995) — básník a spisovatel; člen fakulty šaría' na univerzitě Umm al-Qura
- Nájif ibn  Abdal Aziíz Al Saúd (1934 – 2012) — bývalý korunní princ a ministr vnitra Saúdské Arábie
- Šarif Alí ibn Adžlan ibn Rumajtha ibn Muhammad ―  zeť a nástupce sultána Ahmada z Bruneje, otec sultána Sulajmána a potomek Mohameda[58]
- Urwah ibn Mas'ud ― předislámský náčelník kmene Thaqíf
- Uthman ibn Abu al-'Aas ― předislámský náčelník kmene Thaqíf
- Uthmán ibn Affán (579 – 656) ― 3. rášidský chalífa a Mohamedův zeť

### Úmrtí
- Abd Alláh ibn Abbás (619 – 687)  —  bratranec Mohameda
- Chálid bin Abd al-Azíz (1913 – 1982)  —  čtvrtý král Saúdské Arábie a syn Ibn Saúda
- Ibn Saúd (1875 – 1953)  —  zakladatel a první král třetího saúdského státu, moderního království Saúdské Arábie
- Midhat paša (1822 – 1883) — osmanský velkovezír; zavražděn uškrcením ve vězení